# 馬特·帕斯默
馬特·帕斯默（Matt Passmore，1973年12月24日—）是澳大利亞的一位演員。他自童年時代就開始出演電視劇，出演過血迷棕櫚、邁克勒德家的女兒們等電視劇。